# خازن بابوي
الخازن البابوي (Camerlengo كلمة إيطالية تعني الخازن) هو لقب إيطالي من العصور الوسطى، وهو المسؤول عن الخزانة البابوية وحساباتها في الكنيسة الكثليّة.